# 武田日向
武田日向（日语：／ Takeda Hinata，1978年8月11日—2017年1月），日本漫畫家。女性。代表作有《可愛動物日記》、《異國迷宮的十字路口》、《GOSICK》（插圖）。
插畫家千野枝長是小她4歳的妹妹。並在《可愛動物日記》第1冊註記妹妹就讀美術專科學校（1年級）時期曾經擔任她的助手。
2017年1月因病去世，享年38歲。此消息在同年5月9日發行的《Dragon Age》2017年6月號以及同日GOSICK官方部落格上櫻庭一樹所著的文章中證實。

## 作品列表

### 漫畫
- 可愛動物日記（〈角川Dragon Comics（日语：月刊コミックドラゴン）〉）
- 狐狸與花雀：武田日向短篇集（〈角川Comics Dragon Jr.〉）
  - 狐狸與花雀（《月刊Dragon Age》2005年8月號）
  - （《Dragon Age pure》1號（《Dragon Age》2006年2月號增刊））
  - 狐狸與花雀 番外篇（《Dragon Age》2004年9月號）
- 異國迷宮的十字路口（〈角川Comics Dragon Jr.〉）
- （《電擊大王》2006年10月號）

### 插圖、插畫
- TCGMonster Collection（1999年—2000年）
- 魔法人偶没有證言 劍之世界短篇集（著：山本弘、編輯：安田均（日语：安田均），〈富士見Fantasia文庫〉，2000年）
- GOSICK系列（著：櫻庭一樹，〈富士見Mystery文庫〉，2003年—2007年→〈角川Beans文庫〉，2011年）
- 蜻蛉迷宮（日语：蜻蛉迷宮）（原作：谷川流，作畫：菜住小羽，電擊Comics，2008年）—人物原案

### 畫冊
- （KADOKAWA，2008年4月，《月刊Dragon Age》2008年6月號增刊《Dragon Age pure》10號附錄）
- （KADOKAWA，2018年6月） ISBN 978-4-04-072661-8